# Sprite (atmosfeer)

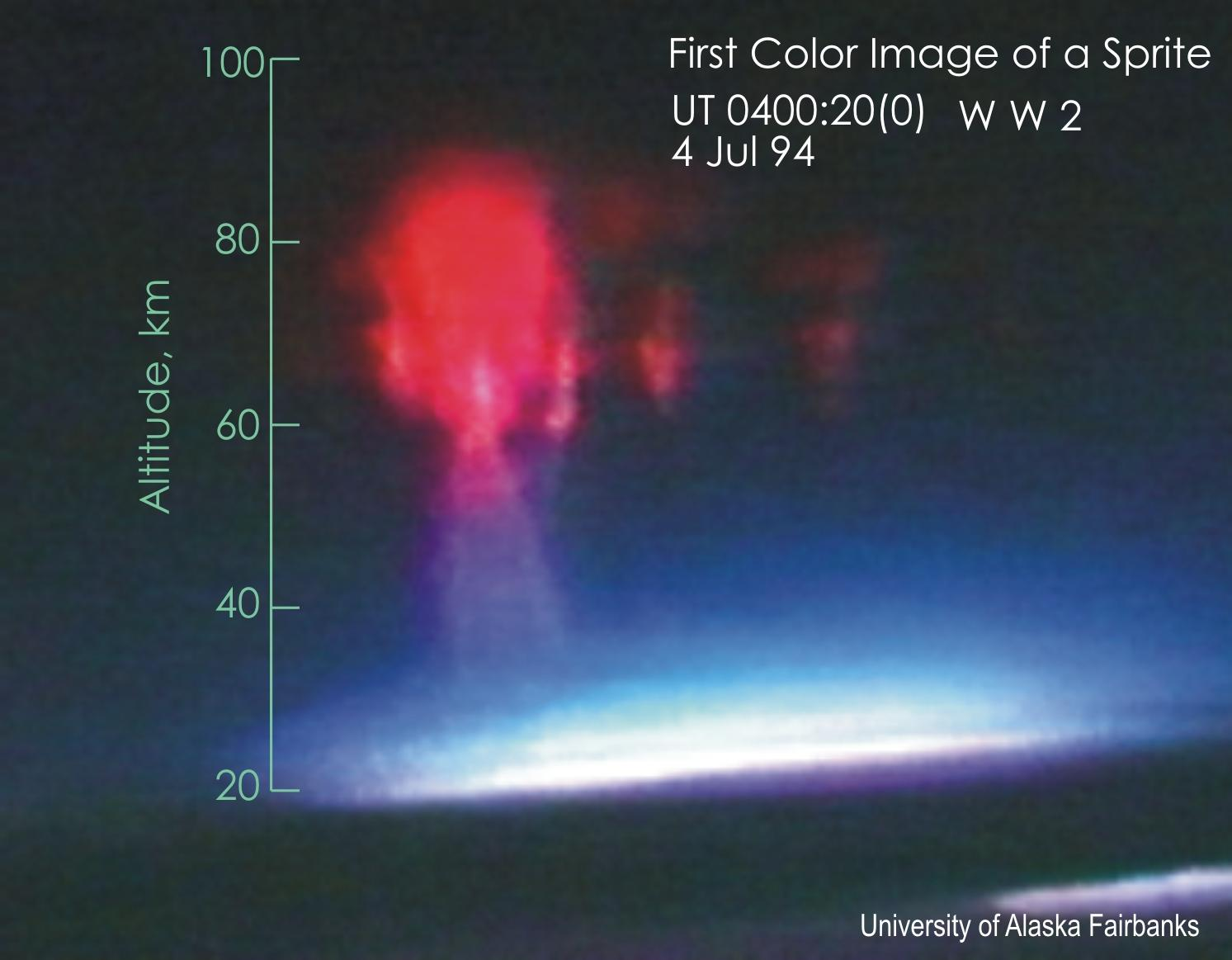
De eerste kleurenfoto van een sprite. Links de hoogte boven het aardoppervlak in kilometers.

Sprites of Red Sprites zijn een soort Mesosfeerontladingen. Het zijn elektrische ontladingen boven cumulonimbus-wolken en kunnen een hoogte bereiken van 95 kilometer. Ze zijn zichtbaar als rood-oranje, zwakke, lichtgevende flitsen die zeer kort duren en weliswaar voor het blote oog zichtbaar zijn, maar die men niet kan volgen. Sprites zijn de meest voorkomende soort stratosfeerontladingen. Ze lijken vooral in de latere stadia van onweerscomplexen voor te komen als er een grote ladingsverplaatsing plaatsvindt, na een positieve blikseminslag. Sprites zijn mogelijk het gevolg van neutralisatie van opgebouwde elektrische lading van de aarde die deeltjes van de zonnewind opvangt.
Red sprites zijn nu goed gedocumenteerd. Meestal duren ze ongeveer 17 milliseconden. Sprites werden voor het eerst gefotografeerd op 6 juli 1989 door wetenschappers van de Universiteit van Minnesota.
Door studenten Technische Natuurkunde aan de TU Eindhoven werd voor het eerst ook vanuit Nederland een sprite gedetecteerd. De observatie vond plaats in de nacht van 12 op 13 februari 2014 om 1.59 uur. Deze sprite bevond zich boven een bliksemontlading in het Kanaal, zo'n 20 km uit de kust van het Engelse Hastings.